# Élections législatives mannoises de 2021
Les élections législatives mannoises de 2021 ont lieu le 23 septembre 2021 afin de renouveler les membres de la Chambre des Clefs de l'Île de Man.
Le scrutin est à nouveau dominé par les candidats sans étiquettes, qui remportent la quasi-totalité des sièges. Alfred Cannan remplace Howard Quayle au poste de Ministre en chef.

## Contexte

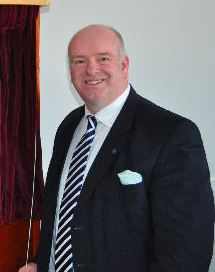
Howard Quayle

Les élections mannoises sont historiquement dominées par les élus sans étiquettes, les partis politiques locaux n'obtenant généralement que quelque sièges. Les élections de septembre 2016 sont surtout marquées par un nombre record de femmes élues. Avec 5 députées sur 24, celles ci représentent 21 % des membres de la chambre. A l'issue du scrutin, Howard Quayle remplace Allan Bell au poste de Ministre en chef.
En mai 2021, un mois après avoir été testé positif au coronavirus de la Covid-19, Quayle annonce son intention de prendre sa retraite de la vie politique après les élections de septembre et la nomination de son successeur. Il est hospitalisé du 17 au 21 septembre pour un accident vasculaire cérébral,.

## Système politique et électoral

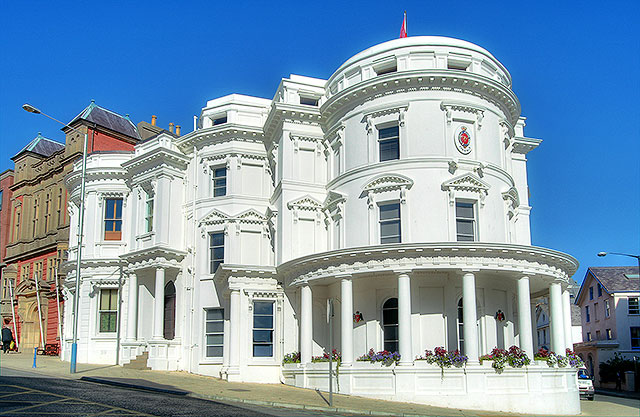
Bâtiment de la chambre

L'Île de Man est une dépendance de la Couronne britannique, un territoire autonome ne faisant pas partie du Royaume-Uni ou des territoires britanniques d'outre-mer mais relèvant directement de la propriété du souverain britannique —  alors la reine Élisabeth II — qui agit en qualité de « seigneur de Man ».
La Chambre des Clefs est la chambre basse de son parlement bicaméral, le Tynwald. Elle est composée de 24 sièges pourvus pour 5 ans au scrutin majoritaire plurinominal dans douze circonscriptions de deux sièges chacune. Les électeurs disposent de deux voix qu'ils répartissent aux candidats de leur circonscription, à raison d'une voix par candidat, sans obligation d'utiliser les deux. Après décompte des suffrages, les deux candidats ayant obtenu le plus de voix dans chaque circonscription sont élus.

## Campagne
Comme lors des scrutins précédents, les candidats indépendants dominent la campagne, totalisant plus de 85 % des 65 candidats en lice. Le Parti libéral vannin présente quatre candidats, le Parti travailliste mannois trois et le Parti vert deux candidats. Ce dernier est pour la première fois en lice pour les élections à la Chambre des Clefs, n'ayant jusque là participé qu'aux scrutins municipaux.

## Résultats
Chaque électeur étant doté de deux voix, leur total est largement supérieur au nombre de votants.
|                        |                            |        |       |      |        |               |  |  |  |
| Partis                 | Partis                     | Voix   | %     | +/-  | Sièges | +/-           |  |  |  |
|                        | Parti libéral vannin       | 3 138  | 5,33  | 1,03 | 1      | 2             |  |  |  |
|                        | Parti travailliste mannois | 3 006  | 5,10  | 3,73 | 2      | 2             |  |  |  |
|                        | Parti vert                 | 1 964  | 3,33  | Nv   | 0      | en stagnation |  |  |  |
|                        | Indépendants               | 50 806 | 86,24 | 6,04 | 21     | en stagnation |  |  |  |
| Total des voix         | Total des voix             | 58 914 | 100   |      |        |               |  |  |  |
|                        |                            |        |       |      |        |               |  |  |  |
| Suffrages exprimés     | Suffrages exprimés         | 32 812 | 99,75 |      |        |               |  |  |  |
| Votes blancs et nuls   | Votes blancs et nuls       | 81     | 0,25  |      |        |               |  |  |  |
| Total                  | Total                      | 32 893 | 100   | –    | 24     | en stagnation |  |  |  |
| Abstention             | Abstention                 | 31 851 | 49,20 |      |        |               |  |  |  |
| Inscrits/Participation | Inscrits/Participation     | 64 744 | 50,80 |      |        |               |  |  |  |

## Analyse

Sièges remportés par circonscription (le deuxième siège est représenté par le cercle associé).

Les élections sont à nouveau dominées par les candidats indépendants, qui maintiennent une large majorité des sièges. Quatre ministres du gouvernement sortant échouent cependant à se faire réélire. Sur les 24 élus, 13 sont des députés sortants. 
Le scrutin est remarqué pour le doublement du nombre de candidates élues, dix femmes remportant un siège contre cinq en 2016. pour la première fois, des femmes remportent les deux sièges de deux circonscriptions différentes.
Les membres de la nouvelle législature prêtent serment le 28 septembre 2021, et réélisent le même jour l'indépendant Juan Watterson à la présidence de la chambre,.
La passation de pouvoir d'Howard Quayle au nouveau Ministre en chef, Alfred Cannan, intervient le 12 octobre, ce dernier recevant le vote de confiance de 21 des 24 membres de la chambre.